# Umbriel (satelit)
Umbriel /um.bri'el/ este un satelit al lui Uranus descoperit pe 24 octombrie 1851 de William Lassell. A fost descoperit în același timp cu Ariel și a fost numit după un personaj din poemul lui Alexander Pope The Rape of the Lock. Umbriel constă în principal din gheață cu o fracțiune substanțială de rocă și poate fi diferențiat într-un nucleu de rocă și o manta de gheață. Suprafața este cea mai întunecată dintre sateliții uranieni și pare să fi fost modelată în principal de impacturi. Cu toate acestea, prezența canioanelor sugerează procese endogene timpurii și este posibil ca satelitul să fi suferit un eveniment timpuriu de refacere a suprafeței determinată endogen, care a șters suprafața sa mai veche.
Acoperit de numeroase cratere care ajung la 210 kilometri (130 mi) în diametru, Umbriel este al doilea satelit al lui Uranus cu cea mai puternică cratere, după Oberon. Cea mai proeminentă formă de relief este un inel de material strălucitor pe podeaua craterului Wunda. Acest satelit, ca toți sateliții lui Uranus, s-a format probabil dintr-un disc de acreție care a înconjurat planeta imediat după formarea ei. Sistemul uranian a fost studiat de aproape o singură dată, de către sonda spațială Voyager 2, în ianuarie 1986. Au fost necesare mai multe imagini cu Umbriel, care au permis cartografierea a aproximativ 40% din suprafața satelitului.

## Descoperire și nume
Umbriel, împreună cu un alt satelit uranian, Ariel, a fost descoperit de William Lassell pe 24 octombrie 1851. Deși William Herschel, descoperitorul lui Titania și Oberon, a susținut la sfârșitul secolului al XVIII-lea că a observat încă patru sateliți ai lui Uranus, observațiile sale nu au fost confirmate și se consideră că aceste patru obiecte sunt acum false. 
Toți sateliții lui Uranus sunt numiți după personaje create de William Shakespeare sau Alexander Pope. Numele tuturor celor patru sateliți ai lui Uranus cunoscuți atunci au fost sugerate de John Herschel în 1852, la cererea lui Lassell. Umbriel este „spritul melancolic întunecat” din opera lui Alexander Pope The Rape of the Lock, iar numele sugerează latinescul umbra, care înseamnă umbră. Satelitul este denumit și Uranus II. 

## Orbită
Umbriel orbitează în jurul lui Uranus la o distanță de aproximativ 266.000 kilometri (165.000 mi), fiind al treilea cel mai îndepărtat de planetă dintre cei cinci sateliți majori.  Orbita lui Umbriel are o excentricitate mică și este înclinată foarte puțin față de ecuatorul lui Uranus. Perioada sa orbitală este de aproximativ 4,1 zile, care coincid cu perioada sa de rotație. Cu alte cuvinte, Umbriel este un satelit sincron, cu o față îndreptată mereu către planeta sa părinte. Orbita lui Umbriel se află complet în interiorul magnetosferei uraniene. Acest lucru este important, deoarece emisferele posterioare ale sateliților fără aer care orbitează în interiorul unei magnetosfere (cum ar fi Umbriel) sunt lovite de plasmă magnetosferică, care se rotește împreună cu planeta. Acest bombardament poate duce la întunecarea emisferelor posterioare, care este de fapt observată pentru toți sateliții uranieni, cu excepția lui Oberon (vezi mai jos). Umbriel servește și ca un rezervor al particulelor încărcate magnetosferice, ceea ce creează o scădere pronunțată a numărului de particule energetice lângă orbita satelitului, așa cum a observat Voyager 2 în 1986.
Deoarece Uranus orbitează Soarele aproape pe o parte, iar sateliții săi orbitează în planul ecuatorial al planetei, ei (inclusiv Umbriel) sunt supuși unui ciclu sezonier extrem. Atât polul nordic, cât și cel sudic petrec 42 de ani în întuneric complet și alți 42 de ani în lumina soarelui continuă, cu Soarele răsărind aproape de zenit peste unul dintre poli la fiecare solstițiu. Zborul Voyager 2 a coincis cu solstițiul de vară din emisfera sudică din 1986, când aproape toată emisfera nordică era neluminată. O dată la 42 de ani, când Uranus are un echinocțiu și planul său ecuatorial intersectează Pământul, devin posibile ocultări reciproce ale sateliților lui Uranus. În 2007–2008 au fost observate o serie de astfel de evenimente, inclusiv două ocultări ale Titaniei de către Umbriel pe 15 august și 8 decembrie 2007, precum și ale lui Ariel de către Umbriel pe 19 august 2007. 
În prezent, Umbriel nu este implicat în nicio rezonanță orbitală cu alți sateliți uranieni. Cu toate acestea, la începutul istoriei sale, este posibil să fi avut o rezonanță de 1:3 cu Miranda. Acest lucru ar fi crescut excentricitatea orbitală a Mirandei, contribuind la încălzirea internă și la activitatea geologică al acelui satelit, în timp ce orbita lui Umbriel ar fi fost mai puțin afectată. Datorită aplatizării mai mic a lui Uranus și dimensiunii mai mici în raport cu sateliții săi, ei pot scăpa mai ușor dintr-o rezonanță medie a mișcării decât cei ai lui Jupiter sau Saturn. După ce Miranda a scăpat din această rezonanță (printr-un mecanism care a dus probabil la înclinația sa orbitală anormal de mare), excentricitatea sa ar fi fost amortizată, oprind sursa de căldură.

## Compoziție și structură internă

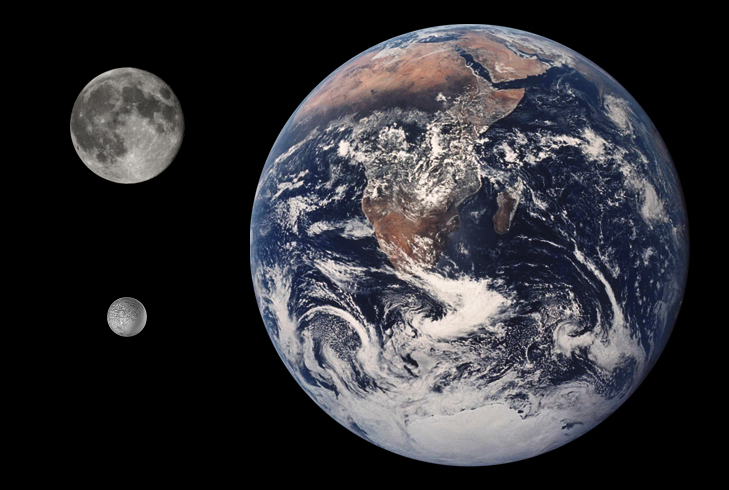
Comparația dimensiunilor: Pământul, Luna și Umbriel.

Umbriel este al treilea ca mărime și al patrulea cel mai masiv dintre sateliții uranieni. Deși Umbriel este al 13-lea cel mai mare satelit din sistemul solar, este doar al 14-lea cel mai masiv. Densitatea satelitului este de 1,39 g/cm 3, ceea ce indică faptul că constă în principal din gheață, cu o componentă densă non-gheață constituind aproximativ 40% din masa sa. Acesta din urmă ar putea fi alcătuit din rocă și materiale carbonice, inclusiv compuși organici grei cunoscuți sub numele de toline. Prezența gheții este susținută de observații spectroscopice în infraroșu, care au relevat gheața cristalină pe suprafața satelitului. Benzile de absorbție a gheții sunt mai puternice pe emisfera anterioară a lui Umbriel decât pe emisfera posterioară. Cauza acestei asimetrii nu este cunoscută, dar poate fi legată de bombardareacu particule încărcate din magnetosfera lui Uranus, care este mai puternică pe emisfera posterioară (datorită co-rotației plasmei). Particulele energetice tind să pulverizeze gheața, să descompună metanul prins în gheață sub formă de hidrat de clatrat și să întunece alte substanțe organice, lăsând în urmă un reziduu întunecat, bogat în carbon.
Cu excepția apei, singurul alt compus identificat pe suprafața Umbriel prin spectroscopie în infraroșu este dioxidul de carbon, care este concentrat în principal pe emisfera posterioară. Originea dioxidului de carbon nu este complet clară. Poate fi produs local din carbonați sau materiale organice sub influența particulelor încărcate energetice provenite din magnetosfera lui Uranus sau a radiației ultraviolete solare. Această ipoteză ar explica asimetria în distribuția sa, deoarece emisfera posterioară este supusă unei influențe magnetosferice mai intense decât emisfera anterioară. O altă sursă posibilă este degazarea de CO2 primordial prins de gheață în interiorul lui Umbriel. Scăparea de CO2 din interior poate fi rezultatul activității geologice anterioare pe acest satelit.
Umbriel poate fi diferențiat într-un nucleu de rocă înconjurat de o manta de gheață. Dacă acesta este cazul, raza nucleului (317 km) este 54% din raza satelitului, iar masa sa este 40% din masa satelitului — parametrii sunt dictați de compoziția satelitului. Presiunea din centrul lui Umbriel este de aproximativ 0,24 GPa (2,4 kbar). Starea actuală a mantalei de gheață este neclară, deși existența unui ocean subteran este considerată improbabilă. 

## Forme de relief
Suprafața lui Umbriel este cea mai întunecată dintre sateliții uranieni și reflectă mai puțin de jumătate din cantitatea de lumină decât Ariel, un satelit soră de dimensiuni similare. Umbriel are un albedo Bond foarte scăzut de numai aproximativ 10%, comparativ cu 23% pentru Ariel. Reflexivitatea suprafeței satelitului scade de la 26% la un unghi de fază de 0° (albedo geometric) la 19% la un unghi de aproximativ 1°. Acest fenomen se numește val de opoziție. Suprafața lui Umbriel este ușor albastră la culoare, în timp ce depozitele proaspete de impact strălucitoare (în craterul Wunda, de exemplu) sunt și mai albastre. Poate exista o asimetrie între emisfera anterioară și cea posterioară; prima pare a fi mai roșie decât cea din urmă. Înroșirea suprafețelor rezultă probabil din intemperii spațiale din cauza bombardamentelor cu particule încărcate și micrometeoriți peste vârsta Sistemului Solar. Cu toate acestea, asimetria de culoare a lui Umbriel este probabil cauzată de acumularea unui material roșiatic provenit din părțile exterioare ale sistemului uranian, posibil, de la sateliții neregulați, care ar avea loc predominant în emisfera anterioară. Suprafața lui Umbriel este relativ omogenă - nu demonstrează variații puternice nici în albedo, nici în culoare. 
| Crater   | Numit după                                  | Coordonate                        | Diametru (km) |
| -------- | ------------------------------------------- | --------------------------------- | ------------- |
| Alberich | Alberich (norvegiană)                       | 33°36′S 42°12′E / 33.6°S 42.2°E   | 52,0          |
| Fin      | Fin (danez)                                 | 37°24′S 44°18′E / 37.4°S 44.3°E   | 43,0          |
| Gob      | Gob (păgân)                                 | 12°42′S 27°48′E / 12.7°S 27.8°E   | 88,0          |
| Kanaloa  | Kanaloa (polinezian)                        | 10°48′S 345°42′E / 10.8°S 345.7°E | 86,0          |
| Malengee | Malengee (mitologia aborigenă australiană)  | 22°54′S 13°54′E / 22.9°S 13.9°E   | 164,0         |
| Minepa   | Minepa (poporul Makua din Mozambic)         | 42°42′S 8°12′E / 42.7°S 8.2°E     | 58,0          |
| Peri     | Peri (persan)                               | 9°12′S 4°18′E / 9.2°S 4.3°E       | 61,0          |
| Setibos  | Setebos (Patagonian)                        | 30°48′S 346°18′E / 30.8°S 346.3°E | 50,0          |
| Skynd    | Skynd (danez)                               | 1°48′S 331°42′E / 1.8°S 331.7°E   | 72,0          |
| Vuver    | Vuver (finlandez)                           | 4°42′S 311°36′E / 4.7°S 311.6°E   | 98,0          |
| Wokolo   | Wokolo (poporul Bambara din Africa de Vest) | 30°00′S 1°48′E / 30°S 1.8°E       | 208,0         |
| Wunda    | Wunda (mitologia aborigenă australiană)     | 7°54′S 273°36′E / 7.9°S 273.6°E   | 131,0         |
| Zlyden   | Zlyden (slav)                               | 23°18′S 326°12′E / 23.3°S 326.2°E | 44,0          |

Oamenii de știință au recunoscut până acum doar o singură clasă de forme de relief pe Umbriel: craterele. Suprafața lui Umbriel are mult mai multe cratere și cratere mai mari cratere decât Ariel și Titania. Prezintă cea mai mică activitate geologică. De fapt, printre sateliții uranieni doar Oberon are mai multe cratere decât Umbriel. Diametrele craterelor observate variază de la câțiva kilometri la capătul inferior până la 210 kilometri pentru cel mai mare crater cunoscut, Wokolo. Toate craterele recunoscute de pe Umbriel au vârfuri centrale, dar niciun crater nu are raze. 
Lângă ecuatorul lui Umbriel se află cea mai proeminentă formă de relief: craterul Wunda, care are un diametru de aproximativ 131 km. Wunda are un inel mare de material strălucitor pe podea, care poate fi un depozit de impact sau un depozit de gheață cu dioxid de carbon pur, care s-a format atunci când dioxidul de carbon format radiolitic a migrat de pe toată suprafața lui Umbriel și apoi a rămas prins în craterul Wunda relativ rece. În apropiere, văzute de-a lungul terminatorului, sunt craterele Vuver și Skynd, cărora le lipsesc marginile strălucitoare, dar au vârfuri centrale strălucitoare. Studiul profilurilor marginilor lui Umbriel a relevat o posibilă caracteristică de impact foarte mare, având un diametru de aproximativ 400 km și adâncimea de aproximativ 5 km.
La fel ca și alți sateliți ai lui Uranus, suprafața lui Umbriel este tăiată de un sistem de canioane care se merg de la nord-est la sud-vest. Ele nu sunt, totuși, recunoscute oficial din cauza rezoluției slabe a imaginii și a aspectului în general banal al acestui satelit, care împiedică cartografierea geologică. 
Suprafața puternic craterizată a lui Umbriel a fost probabil stabilă de la marele bombardament târziu. Singurele semne ale activității interne străvechi sunt canioanele și poligoanele întunecate - pete întunecate cu forme complexe care măsoară de la zeci la sute de kilometri. Poligoanele au fost identificate din fotometria precisă a imaginilor lui Voyager 2 și sunt distribuite mai mult sau mai puțin uniform pe suprafața lui Umbriel, în tendința nord-est-sud-vest. Unele poligoane corespund unor depresiuni de câțiva kilometri adâncime și ar fi putut fi create în timpul unui episod timpuriu de activitate tectonică. În prezent, nu există o explicație pentru faptul că Umbriel este atât de întunecat și uniform ca aspect. Suprafața sa poate fi acoperită de un strat relativ subțire de material întunecat (așa-numitul material umbral) excavat printr-un impact sau expulzat într-o erupție vulcanică explozivă. Alternativ, scoarța lui Umbriel poate fi compusă în întregime din material întunecat, ceea ce a împiedicat formarea de forme de relief strălucitoare, cum ar fi razele craterelor. Cu toate acestea, prezența trăsăturii strălucitoare în Wunda pare să contrazică această ipoteză.

## Origine și evoluție

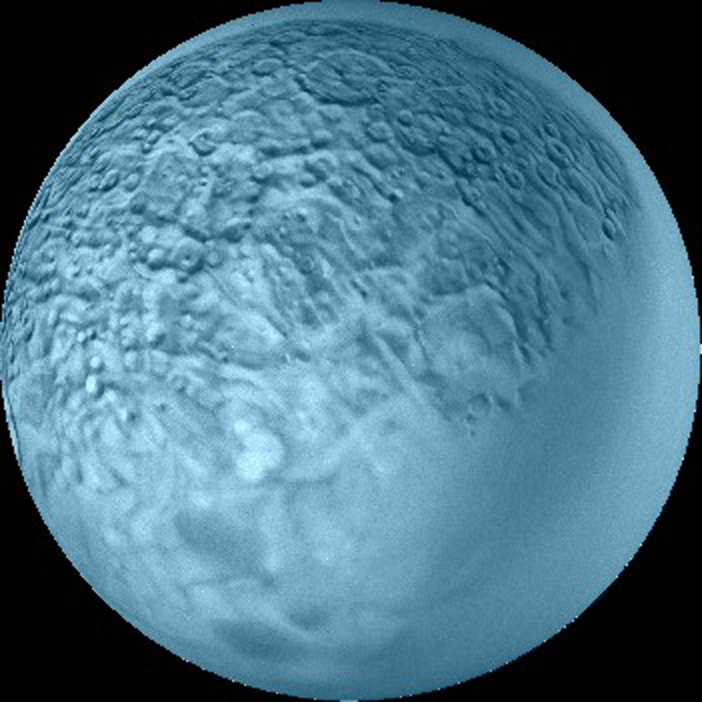
Imagine în culori false a lui Umbriel care arată poligoanele

Se crede că Umbriel s-a format dintr-un disc de acreție sau subnebuloasă; un disc de gaz și praf care fie a existat în jurul lui Uranus de ceva timp după formarea sa, fie a fost creat de impactul gigant care, cel mai probabil, i-a dat lui Uranus o oblicitate mare. Compoziția precisă a subnebuloasei nu este cunoscută; cu toate acestea, densitatea mai mare a sateliților uranieni în comparațiecu sateliții lui Saturn indică faptul că este posibil să fi fost relativ săracă în apă. S-ar putea să fi fost prezente cantități semnificative de azot și carbon sub formă de monoxid de carbon (CO) și azot molecular (N2) în loc de amoniac și metan. Sateliții care s-au format într-o astfel de subnebuloasă ar conține mai puțină gheață (cu CO și N2 prinse sub formă de clatrat) și mai multă rocă, explicând densitatea mai mare.
Acreția lui Umbriel a durat probabil câteva mii de ani. Impacturile care au însoțit acreția au provocat încălzirea stratului exterior al satelitului. Temperatura maximă de aproximativ 180 K a fost atinsă la adâncimea de aproximativ 3 km. După sfârșitul formării, stratul subteran s-a răcit, în timp ce interiorul lui Umbriel s-a încălzit din cauza dezintegrarii elementelor radioactive prezente în rocile sale. Stratul de răcire aproape de suprafață s-a contractat, în timp ce interiorul sa extins. Acest lucru a cauzat tensiuni de extensie puternice în scoarța satelitului, care ar fi putut duce la crăpare. Acest proces a durat probabil aproximativ 200 de milioane de ani, ceea ce implică faptul că orice activitate endogenă a încetat cu miliarde de ani în urmă.
Încălzirea acrețională inițială împreună cu dezintegrarea continuă a elementelor radioactive ar fi putut duce la topirea gheții dacă era prezent un antigel precum amoniacul (sub formă de hidrat de amoniac) sau o sare. Este posibil ca topirea să fi dus la separarea gheții de roci și la formarea unui nucleu de rocă înconjurat de o manta de gheață. Este posibil să se fi format un strat de apă lichidă (ocean) bogat în amoniac dizolvat la limita nucleu-manta. Temperatura eutectică a acestui amestec este 176 K. Oceanul, însă, este probabil să fi înghețat cu mult timp în urmă. Dintre sateliții uranieni, Umbriel a fost cel mai puțin supus proceselor endogene de refacere a suprafeței, deși s-ar putea ca și alți sateliți uranieni să fi trecut printr-un eveniment foarte timpuriu de refacere a suprafeței.

## Explorare

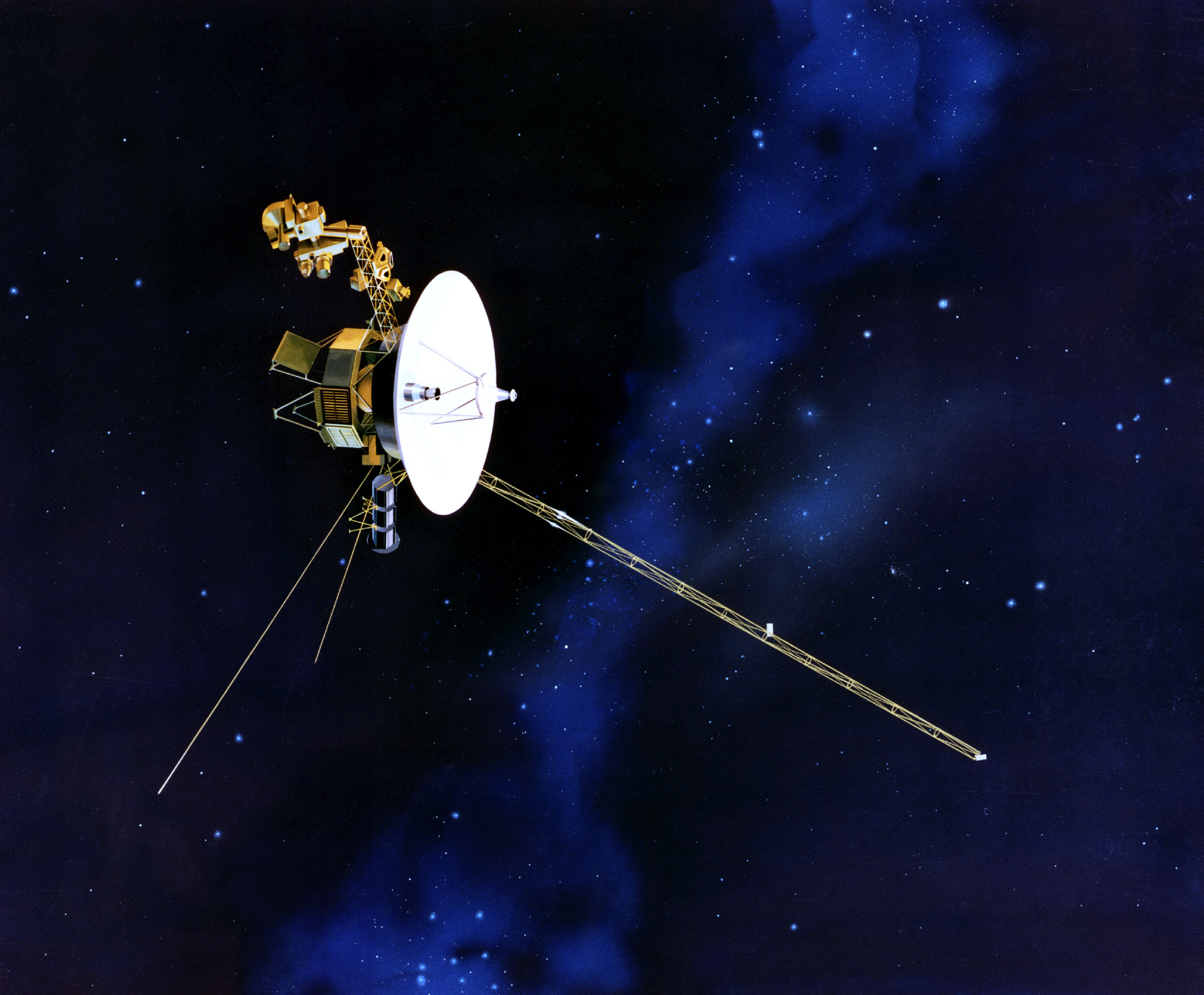
Sonda spațială Voyager 2

Până acum, singurele imagini de prim-plan ale lui Umbriel au fost de la sonda Voyager 2, care a fotografiat satelitul în timpul zborului său către Uranus, în ianuarie 1986. Deoarece cea mai mică distanță dintre Voyager 2 și Umbriel a fost de 325.000 kilometri (202.000 mi), cele mai bune imagini ale acestui satelit au o rezoluție spațială de aproximativ 5,2 km. Imaginile acoperă aproximativ 40% din suprafață, dar doar 20% au fost fotografiate cu calitatea necesară pentru cartografierea geologică. La momentul zborului emisfera sudică a lui Umbriel (ca și cele ale celorlalți sateliți) era îndreptată spre Soare, astfel încât emisfera nordică (întunecată) nu a putut fi studiată. Nicio altă navă spațială nu l-a vizitat vreodată pe Uranus sau pe sateliții săi.